# Рахманли
Рахманли или Рамаља(грч. Ελεούσα, Елеуса) је некадашње насеље у Грчкој у општини Лерин, периферија Западна Македонија. 

## Историја
Према Василу Канчову, 1900. године у месту Рахманли (Раманче) је живело 140 Словена хришћана. Секретар Бугарске егзархије, Димитар Мишев, бележи да 1905. године у Раманли има 128 Словена егзархиста. Због непосредне близине села Орта Оба и тешких услова за живот, становници постепено напуштају Рахманли и насељавају се у Орта Обу, тако је Рахманли 1930. године престало да постоји као насеље.

## Становништво
| Година       | 1913 | 1920 | 1928 |
| ------------ | ---- | ---- | ---- |
| Становништво | 123  | 68   | 56   |